# Kreiz Breizh Elites feminina
A Kreiz Breizh Elites feminina (oficialmente: Tour de Belle Isle en Terre-Kreiz) é uma carreira ciclista profissional feminina de um dia francesa que se disputa anualmente ao final do mês de julho na zona de Kreiz Breizh. É a versão feminina da carreira do mesmo nome.
A primeira edição correu-se a 26 de julho de 2018 fazendo parte do Calendário UCI Feminino como carreira de categoria 1.2.e foi vencida pela ciclista britânica Danielle Christmas. Em 2019, a carreira ampliou-se a dois dias e sua categoria passou a ser 2.2.

## Palmarés
| Ano  | Vencedor           | Segundo           | Terceiro         |           |
| ---- | ------------------ | ----------------- | ---------------- | --------- |
| 2018 | Dani Christmas     | Maëlle Grossetête | Sofie De Vuyst   |           |
| 2019 | Teniel Campbell    | Anna Henderson    | Ingvild Gåskjenn |           |
| 2020 | cancelado          | cancelado         | cancelado        | cancelado |
| 2021 | Anna Henderson     | Floortje Mackaij  | Anouska Koster   |           |
| 2022 | Emma Norsgaard     | Silvia Persico    | Marie Le Net     |           |
| 2023 | Giorgia Vettorello | Quinty Schoens    | Barbara Malcotti |           |
| 2024 | Anouska Koster     | Alice Wood        | Marta Jaskulska  |           |
| 2025 |                    |                   |                  |           |

## Palmarés por países
| País              | Vitórias |
| ----------------- | -------- |
| Reino Unido       | 1        |
| Trinidad e Tobago | 1        |